# Altarejos
Altarejos é um município da Espanha, na província de Cuenca, comunidade autônoma de Castela-Mancha. Tem 91,32 km² de área e em 2021 tinha 200 habitantes (densidade: 2,2 hab./km²). Limita com os municípios de Fresneda de Altarejos, Huerta de la Obispalía, Mota de Altarejos, San Lorenzo de la Parrilla, Villar de Olalla, Villarejo-Periesteban e Zafra de Záncara.